# Mosaico de Font de Mussa

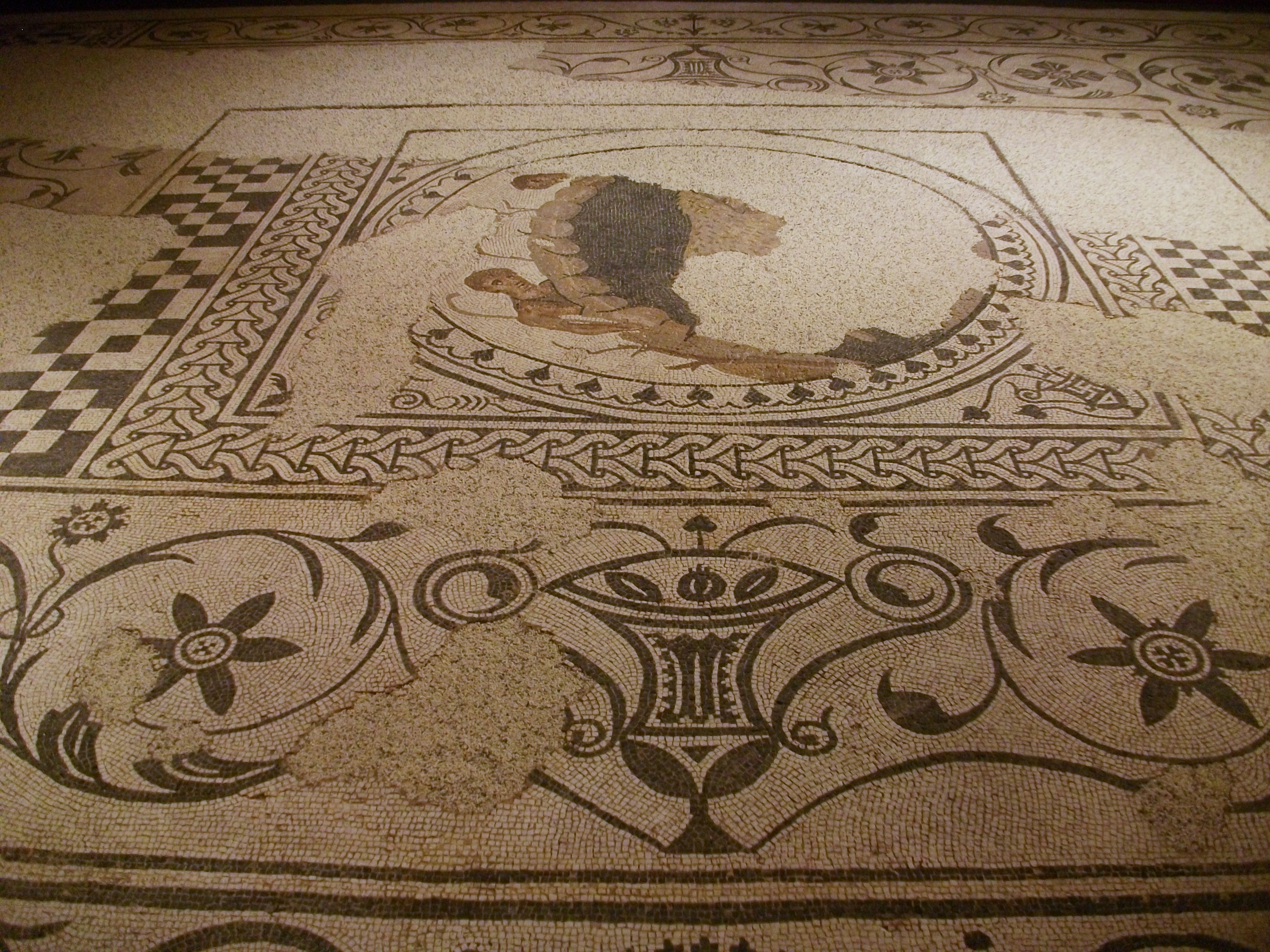
Detalle del mosaico conservado en el Museo de Prehistoria de Valencia

El Mosaico de Fuente de Muza es un mosaico romano encontrado en Benifayó (Valencia) y que data del siglo I - II. Se puede visitar en el Museo de Prehistoria de Valencia , donde es una de las piezas más destacadas. 
Pavimento de mosaico de opus tessellatum decorado con teselas de mármol de 6 milímetros.
Presenta una decoración central polícroma y figurada que representa al pastor Fáustulo y a su hermano ante una cueva donde hay una loba que amamantaría a Rómulo y Remo.
El resto de la decoración del mosaico es bícromo en blanco y negro formando cenefas con motivos vegetales de hojas de vid palmatilobuladas y dentadas, colgantes de uva , flores variadas y alternantes con cuatro y seis pétalos, dos corolas a modo de cráter, tallos con hojas envolvente motivos y además hay motivos geométricos que forman cruces, flores y estrellas. Falta una parte del mosaico, una franja longitudinal situada en la zona central, resultado de una conducción municipal realizada la pasada década. En el ángulo noroeste había una escalera de mármol blanco como una especie de rampa con molduras perpendiculares a modo de escalones, la cual daba acceso a un espacio inferior donde estaba este pavimento de mosaico.

## Enlaces
1. http://www.museuprehistoriavalencia.es/web_mupreva_dedalo/publicaciones/265/es
2. http://www.museuprehistoriavalencia.es/web_mupreva/sala/?q=es&id=208
3. https://losmosaicosromanos.blogspot.com/2017/12/la-restauracion-en-los-mosaicos-caso.html
4. https://prezi.com/0igrwzwllan1/el-mosaico-figurado-romano-de-la-comunidad-valenciana/

- Datos: Q22661550
- Multimedia: Mosaic de la Font de Mussa / Q22661550